# Punkt życia

„Pasek zdrowia”, jeden ze sposobów reprezentacji punktów życia postaci.

Punkt życia (skr. PŻ) albo zdrowia, trafień lub wytrzymałości (od ang. hit point lub health point, HP) – jednostka życiowej energii, używana w wielu grach fabularnych i bitewnych (oraz ich komputerowych odpowiednikach). Symbolizują stan zdrowia postaci oraz pokazują, ile ataków może jeszcze wytrzymać, zanim umrze.

## Gry fabularne

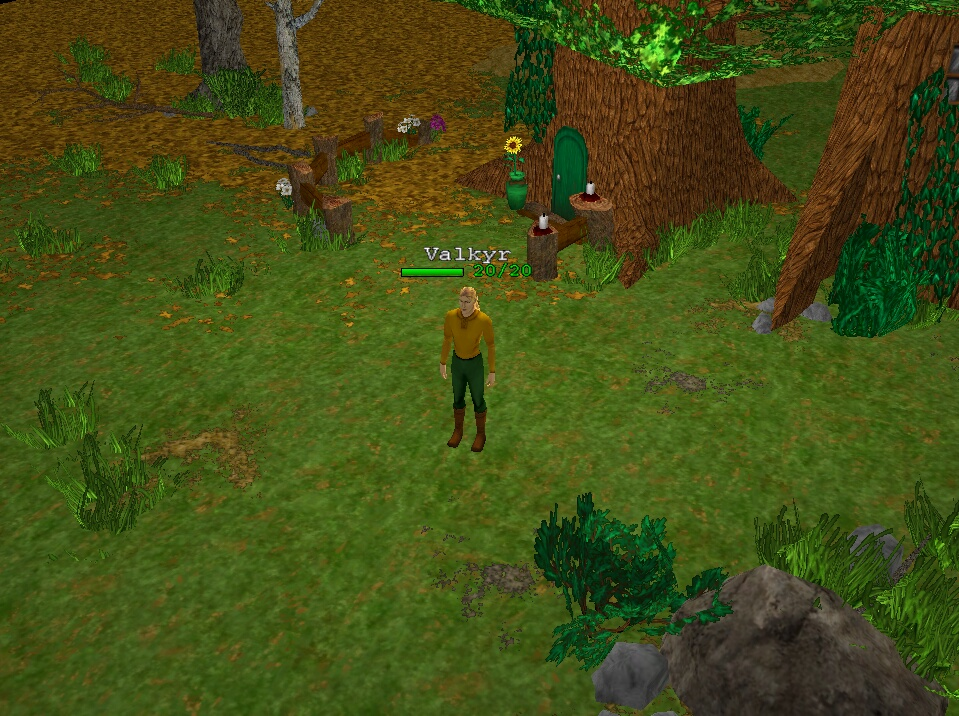
W grach z gatunku MMORPG pasek życia znajduje się często nad głową postaci bohatera.

W grze fantasy „Dungeons & Dragons” (oraz grach, które z niej wyewoluowały) postać gracza posiada pewną liczbę punktów wytrzymałości zależną od jej klasy oraz poziomu doświadczenia. Także postacie posiadające wysoką cechę „budowa” mają owych punktów więcej. Potwory z kolei otrzymują punkty wytrzymałości na podstawie Kości Wytrzymałości – cechy podobnej do poziomu doświadczenia.
Zwykle w grach fabularnych liczba punktów życia spada, gdy postać otrzymuje różnego rodzaju obrażenia. Najczęściej występuje tutaj zależność: im potężniejszy atak tym większe obrażenia (i tym samym większa strata punktów wytrzymałości). Oznacza to, że silny wojownik używający topora odbierze postaci więcej PŻ niż słabowity czarownik walczący sztyletem. Gdy liczba punktów życia osiągnie zero, postać najczęściej umiera, traci przytomność lub jest w inny sposób wyłączona z walki.
System punktów życia jest często krytykowany jako „nierealistyczny”. Postacie posiadające jeszcze pewną liczbę punktów życia mogą bowiem kontynuować walkę, mimo iż wcześniej otrzymały np. kilka ciosów. W rzeczywistości osoba poraniona walczy z mniejszą efektywnością niż osoba w pełni zdrowa – trudno jednak oddać to w grach fabularnych za pomocą mechaniki.

## Historia
Punkty życia są integralną częścią prawie wszystkich gier, w których dochodzi do konfliktów rozwiązywanych drogą siłową. W przeprowadzonym w 2004 roku przez Allena Rauscha dla serwisu GameSpy.com wywiadzie David Arneson mówi o powstaniu punktów życia wraz z początkiem gier fabularnych. Gdy Arneson razem z Garym Gygaxem adaptowali grę bitewną Chainmail do świata fantasy tworząc tym samym setting Blackmoor i ostatecznie grę „Dungeons & Dragons” napotkali problem z którym musieli się uporać. W grach bitewnych gracz kierował wielkimi armiami, natomiast w grach fabularnych kierowało się małą drużyną bohaterów (każdy gracz kieruje tylko jedną postacią). Gracze zaczęli przywiązywać się do swoich herosów i nie chcieli oni, by jeden nieudany rzut kostką decydował o tym, czy ich postać przeżyje czy też nie. W grach bitewnych bowiem istniały tylko dwa wyniki starcia dla konkretnej jednostki – albo przeżywała ona atak i zostawała na planszy albo ginęła i była z planszy ściągana. Każdy z graczy posiadał dziesiątki lub setki jednostek w swojej armii (lub flocie), więc strata jednej lub kilku jednostek nie kończyła gry. W grach fabularnych natomiast gracze posiadali tylko jednego bohatera, więc jego śmierć oznaczała dla nich koniec zabawy. Punkty życia, pomysł o którym Arneson mówi, iż został on pożyczony z gry zwanej „Ironclads”, rozwiązały ów problem. Wynik starcia mógł być już inny niż życie (co sprowadzałoby gry fabularne do opowiadania opowieści o nieśmiertelnych bohaterach) i śmierć (co szybko doprowadzałoby graczy do frustracji). Dzięki pomocy punktów życia gracze mogli być trzymani w napięciu – mimo iż potwór zranił ich bohatera, ten wciąż żyje.